# Guerrilla Games
A Guerrilla Games a Sony Computer Entertainment egyik belsős fejlesztőstúdiója és leányvállalata. A cég székhelye Amszterdamban (Hollandia) található, jelenleg megközelítőleg 150 alkalmazottat foglalkoztat Hermen Hulst ügyvezető igazgató és Arjan Brussee fejlesztési igazgató vezetése alatt.
A stúdió főként a PlayStation exklúzív Killzone sorozatáról ismert. A sorozat legújabb tagja, a Killzone 3 2011. február 22-én jelent meg először, Észak-Amerikában. 2010. augusztus 18-án a kölni (Németország) Gamescom rendezvényen Hermen Hulst ügyvezető igazgató bejelentette, hogy a Guerrilla Games következő játéka egy teljesen új IP lesz, ezzel az első nem a Killzone sorozathoz köthető játékuk lesz a Shellshock: Nam ’67 óta.

## Történelme
Mielőtt a Sony Computer Entertainment felvásárolta volna a Guerrillát, a vállalat egy nagy holland multimédia konglomerátum, a Lost Boys leányvállalata volt, és Lost Boys Games név alatt működött. A cég három hollandiai székhelyű videójáték-fejlesztő egyesüléséből, köztük az Arjan Brussee által alapított Orange Games és a Arnout van der Kamp által alapított Digital Infinity jött létre. Az elkövetkező három évben a Lost Boys Games négy játékot készített el, kettőt-kettőt a Nintendo Game Boy Color és a Game Boy Advance marokkonzoljaira.
2003 közepén a különböző vállalati összevonások és átszervezések miatt a céget eladták a Media Republicnak, egy új média-vállalatnak, melyet a Lost Boyst alapító Michiel Mol alapított, majd ugyanezen év júliusában a vállalatot átnevezték Guerrilla Gamesre. Nem sokkal ez után a fejlesztő-cég belefogott első két játékába, a Killzone-ba, melyet a Sony Computer Entertainmentnek fejlesztettek PlayStation 2-re, és a Shellshock: Nam ’67-be, melyet pedig az Eidos Interactive megbízásából készítettek PlayStation 2-re, valamint Microsoft Xbox-ra és PC-re.
A következő évben mindkét játékot közepesnél valamivel jobb fogadtatásban részesítették a kritikusok, azonban mivel a Killzone-t hatalmas kiadás előtt hype („menőzés”) és várakozás kísérte (a PlayStation rajongók gyakran csak a „Halo gyilkos” jelzővel illették) és annak ellenére, hogy a nagy felhajtás visszafelé sült el és a kritikusok sem voltak olyan jó véleménnyel a játékról, azonban az mégis több, mint egymillió példányban kelt el világszerte, kiérdemelve ezzel a Greatest Hits és Platinum címkéket Észak-Amerikában és Európában. A sikernek köszönhetően a Guerrilla 2004 végén egy exklúzív fejlesztési szerződést írt alá a Sony Computer Entertainmenttel, aminek következtében a jövőben a cég kizárólag a Sony videójáték-konzoljaira, a PlayStation 2-re, a PlayStation Portable-re és a PlayStation 3-ra fejlesztett. A Shellshockból több, mint 900 000 példány kelt el, a folytatását, a Shellshock 2: Blood Trailst a Rebellion Developments fejlesztette.
2005 májusában a fejlesztő-céget újabb hatalmas figyelem övezte, mind pozitívan, mind negatívan, a Killzone folytatásának, a PlayStation 3-as Killzone 2 előre renderelt előzetesének megjelenése után, melyet a Sony új konzolját bemutató panelen vetítettek az E3 rendezvényen. A játékot övező hisztéria és szkepticizmus a mai napig érezteti hatását: a Guerrillát a Sony Computer Entertainment fejlesztőinek élvonalába repítette, a vállalat rövid történelme és a kevés játéka ellenére.
Ugyanezen év decemberében a Sony Computer Entertainment bejelentette, hogy felvásárolják a Guerrilla Gamest az anyavállalatától, a Media Republictól, aminek következtében a cég a kiadó egyik belsős fejlesztőstúdiójává vált. A Guerrilla azóta elkészítte a Killzone: Liberationt PlayStation Portable-re (2006 október), a Killzone 2-t (2009 február) és a Killzone 3-at (2011 február) PlayStation 3-ra. A jelentések szerint a Guerilla következő játéka egy first-person shooter lesz.

## Játékai
| Cím                    | Megjelenés | Platform                     |
| ---------------------- | ---------- | ---------------------------- |
| Shellshock: Nam ’67    | 2004       | Windows, PlayStation 2, Xbox |
| Killzone               | 2004       | PlayStation 2                |
| Killzone: Liberation   | 2006       | PlayStation Portable         |
| Killzone 2             | 2009       | PlayStation 3                |
| Killzone 3             | 2011       | PlayStation 3                |
| Killzone: Mercenary    | 2013       | PlayStation Vita             |
| Killzone: Shadow Fall  | 2013       | PlayStation 4                |
| Horizon Zero Dawn      | 2017       | PlayStation 4                |
| Horizon Forbidden West | 2022       | Playstation 4, 5             |